# 小田床村
小田床村（おだとこむら）は、熊本県の南部、天草郡天草下島にかつてあった村である。

## 歴史
- 1889年4月1日 - 町村制施行。一村単独村政として発足。
- 1936年10月1日 - 下津深江村と合併し下田村となる。